# Anetia thirza
Espèce
Anetia thirza est une espèce d'insectes lépidoptères de la famille des Nymphalidae, de la sous-famille des Danainae et du genre Anetia.

## Dénomination
Anetia thirza a été décrit par Carl Geyer en 1869 sous le nom initial d'Anelia thirza.
Synonyme : Clothilda thirza Kirby, 1871.

### Noms vernaculaires
Anetia thirza se nomme Cloud-forest Monarch en anglais.

### Sous-espèces
- Anetia thirza thirza (Synonyme : Argynnis euryaleKlug, 1836
- Anetia thirza insignis (Salvin, 1869)

## Description
Anetia thirza est un grand papillon aux ailes antérieures à bord costal bossu, bord externe concave et bord interne droit. 
Les ailes sont de couleur marron très clair avec aux antérieures, dans l'aire discale, des taches marron entourées ou demi-entourées de rose.

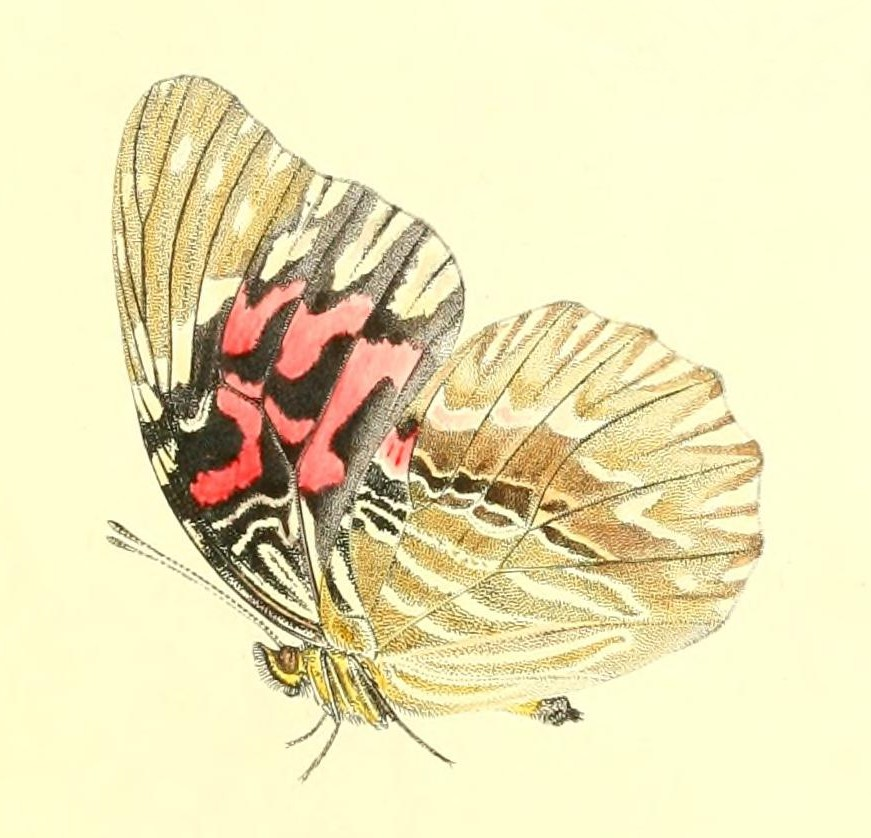
Anetia thirza revers

## Écologie et distribution
Anetia thirza est présent au Mexique, au Costa Rica et à Panama.